# Chemiczne osadzanie z fazy gazowej
Chemiczne osadzanie z fazy gazowej (CVD, z ang. chemical vapour deposition) – metoda obróbki cieplno-chemicznej materiałów, służąca do nanoszenia cienkich powłok na obrabiany materiał w celu polepszenia albo zmiany właściwości fizycznych, chemicznych lub mechanicznych jego powierzchni.

## Opis metody
Metoda polega na wprowadzaniu do komory reakcyjnej najczęściej gazowych substratów, gdzie na gorącym podłożu zachodzą odpowiednie reakcje chemiczne. Tradycyjne metody chemicznego osadzania z fazy gazowej wymagają wysokich temperatur koniecznych do zajścia pożądanych reakcji (900–1100 °C lub większych), umożliwiających tworzenie się warstw, co znacznie ogranicza zakres stosowania tych metod. Do otrzymania produktów reakcji używa się różnych substratów gazowych i ciekłych – zwanych prekursorami – którymi mogą być m.in. wodorki, halogenki (głównie chlorki), karbonylki a także lotne związki metaloorganiczne i krzemoorganiczne. Prekursory w formie gazu lub pary doprowadza się do komory reaktora, najczęściej za pomocą obojętnych gazów nośnych (np. argonu lub helu) lub takich, które mogą brać udział w reakcjach chemicznych prowadzących do powstania warstw (np. azotu, metanu, wodoru lub amoniaku) lub mieszaniny tych gazów.
Przykładowe zastosowanie: nanoszenie warstw azotku tytanu (TiN) lub węgliku tytanu (TiC) na powierzchnię narzędzi skrawających wykonanych z węglików spiekanych. Warstwy te mają bardzo wysoką twardość oraz odporność na ścieranie, przez co w znacznym stopniu zwiększają trwałość narzędzi.
Metoda chemicznego osadzania z fazy gazowej nie sprawdza się natomiast w przypadku narzędzi wykonanych ze stali narzędziowych. Stale te są już obrobione cieplnie, więc długotrwałe oddziaływanie temperatury występującej w tym procesie wpływa niekorzystnie na ich strukturę. W takim przypadku stosuje się metodę fizycznego osadzania z fazy gazowej.

## Techniki otrzymywania powłok

Schemat reaktora do chemicznego osadzania z fazy gazowej ze wspomaganiem plazmowym

### Chemiczne osadzanie z fazy gazowej ze wspomaganiem plazmowym
Chemiczne osadzanie z fazy gazowej ze wspomaganiem plazmowym (PECVD, z ang. plasma-enhanced chemical vapour deposition, rzadziej PACVD, z ang. plasma-assisted chemical vapour deposition) jest techniką bardzo atrakcyjną ze względu na niską temperaturę procesu, możliwość osadzania nierównowagowych faz oraz lepszą kontrolę nad stechiometrią i czystością powłok.
Niską temperaturę procesu osadzania warstw uzyskuje się dzięki wzbudzeniu za pomocą plazmy cząsteczek mieszaniny gazowej do energii zgodnej ze wzbudzeniem termicznym. Wówczas nierównowagowa reakcja, w wyniku której osadza się żądany produkt, może wystąpić w temperaturze o wiele niższej niż CVD. Metoda PECVD może być wykorzystana do wytwarzania cienkich warstw katalitycznych.
Plazma generowana jest w polu elektrycznym między dwiema równoległymi płytkami, z których jedna jest katodą, a druga, na której znajdują się podłoża, jest uziemiona. W procesie PACVD stan plazmy można podtrzymywać dwoma sposobami: stałoprądowym lub zmiennym (o częstotliwości radiowej) wyładowaniem jarzeniowym.

### Epitaksja z fazy gazowej z użyciem związków metaloorganicznych
Epitaksja z fazy gazowej z użyciem związków metaloorganicznych (MOVPE, z ang. metalorganic vapour-phase epitaxy) ma najszersze zastosowanie w elektronice do osadzania warstw półprzewodnikowych. Cechą charakterystyczną tej techniki jest to, że prekursorami są tutaj związki metaloorganiczne, na przykład kompleksy alkilowe zawierające grupy metylowe i etylowe oraz wodorki pierwiastków grupy 13, które rozkładają się we stosunkowo niskich temperaturach (poniżej 800 °C). W taki sposób otrzymane warstwy są bardzo cienkie i zwykle epitaksjalne. Niska temperatura tego procesu przydatna jest przy osadzaniu związków odpornych na ścieranie i korozję na podłożach stalowych.

### Epitaksja z fazy gazowej
Epitaksja z fazy gazowej (VPE, z ang. vapour-phase epitaxy) zajmuje szczególne miejsce wśród procesów chemicznego osadzania z fazy gazowej ze względu na wymaganą doskonałość strukturalną warstwy. Polega ona, jak inne metody wzrostu epitaksjalnego, na osadzaniu zorientowanej warstwy krystalicznej na podłożu monokrystalicznym. Technika ta znalazła zastosowanie w elektronice, głównie do osadzania materiałów półprzewodnikowych.

### Chemiczne osadzanie z fazy gazowej aktywowane laserowo
Chemiczne osadzanie z fazy gazowej aktywowane laserowo (LCVD, z ang. laser chemical vapour deposition, rzadziej LACVD, z ang. laser-assisted chemical vapour deposition) stosowane jest głównie w dziedzinie mikroelektroniki. Pobudzenia składników gazowych dokonuje się za pomocą wiązki laserowej padającej na reaktor. Energia promieniowania jest pochłaniana przez całą objętość reaktywnych gazów znajdujących się nad podłożem. Wzbudzone cząsteczki mieszaniny gazowej podczas przechodzenia do stanu o wyższej energii ulegają jonizacji, czego efektem jest powstawanie składników o wysokiej aktywności. Reakcje chemiczne w tak wzbudzonym gazie przebiegają w znacznie niższej temperaturze.